# Rhizophora tomlinsonii
Rhizophora tomlinsonii är en tvåhjärtbladig växtart som beskrevs av N.C.Duke. Rhizophora tomlinsonii ingår i släktet Rhizophora, och familjen Rhizophoraceae. Inga underarter finns listade i Catalogue of Life.